# Crassispira trimariana
Crassispira trimariana é uma espécie de gastrópode do gênero Crassispira, pertencente à família Pseudomelatomidae.